# 1375
سنة 1375 كانت سنة بسيطة تبدأ يوم الإثنين (الرابط يظهر نموذج التقويم الكامل للسنة) من التقويم اليولياني.

## مواليد
- ابن ناصر الدين محدث ومؤرخ، من بلاد الشام
- ماري، دوقة أوفرن

## وفيات
- ابن الشاطر